# Narses (homem magnificentíssimo)
Narses (em grego: Ναρσής) foi um cortesão bizantino do século VI, ativo no reinado do imperador Justino I (r. 518–527). No começo de 519, esteve no inquérito conduzido pelo governador João Paládio Eutiquiano a respeito do bispo monofisista Pedro de Apameia. Ao ser mencionado, foi designado como homem magnificentíssimo, indicando que era senador.

## Nome
Narses é a forma helenizada e latinizada do nome. Em armênio, ocorre como Nerses. A atestação mais antiga do nome ocorre nos Feitos do Divino Sapor, uma inscrição trilíngue do reinado do xainxá sassânida Sapor I (r. 240–270). Em parta é registrado como Narsēs e em pálavi como Narsē. O nome deriva do avéstico Nairyō saŋha-, que literalmente significa "o de muitos discursos", ou seja, o mensageiro divino.